# Svetlana Kratxévskaia
Svetlana Kratxévskaia (Rússia, 23 novembre de 1944) és una atleta soviètica retirada, especialitzada en la prova de llançament de pes en la qual va arribar a ser campiona olímpica el 1980.
Als Jocs Olímpics de Moscou de 1980 va guanyar la medalla de plata en llançament de pes, amb una marca de 21,42 metres, quedant al podi després de l'alemanya Ilona Schoknecht-Slupianek i per davant de Margitta Droese-Pufe (bronze amb 21,20 metres).